# Colin Batch
Pour les articles homonymes, voir Batch.
Colin Batch né le 27 mars 1958 à Melbourne, est un entraîneur international professionnel de hockey sur gazon et ancien joueur international australien. Batch est l'entraîneur-chef de l'équipe nationale australienne de hockey masculin, les Kookaburras, après sa nomination le mardi 6 décembre 2016. Il a été entraîneur-chef de l'équipe nationale néo-zélandaise de hockey masculin, les Black Sticks, entre 2013 et 2016. Avant cela, il était le entraîneur-chef de l'équipe nationale masculine belge de hockey, les Red Lions, de 2010 à 2012. De 2001 à 2008, il a été entraîneur adjoint de l'équipe nationale masculine australienne de hockey, les Kookaburras, la plus titrée de l'histoire. À cette époque, l'Australie a battu son hoodoo olympique en remportant la médaille d'or aux Jeux olympiques d'Athènes en 2004 ainsi que le bronze aux Jeux olympiques de Pékin en 2008, l'argent aux Coupes du monde de 2002 et 2006, l'or aux Jeux du Commonwealth de 2002 et 2006 et l'or aux Jeux de 2005 et 2005. Champions Trophy 2008.

## Joueur
Batch a disputé 175 matches internationaux pour l'Australie entre 1979 et 1990.

### Réalisations de jeu
Australie:
1979–1990 : Représentant de l'équipe australienne (1987–1988 Vice-capitaine)
Coupe du monde : Or : 1986, Bronze : 1982, 1990
Jeux Olympiques : 4e place : 1984, 1988, Boycott : 1980
Champions Trophy : Or : 1983, 1984, 1985, 1989, Argent : 1981, 1982, 1986, Bronze : 1980, 1987, 1988
Batch a détenu le record du triplé le plus rapide de l'histoire du Trophée des champions de 1980 à 2009 avec un triplé de 8 minutes contre les Pays-Bas lors d'une victoire 7–3 lors du tournoi de 1980. Le record a été battu en 2009 lorsque Nam Hyunwoo a réussi un triplé de 7 minutes pour assurer à la Corée une victoire 4-3 sur l'Espagne.
Autre
1977–1992 Équipe de l'État de Victoria (Ligue nationale de hockey, Australie) (champion 1985, 88, 92) (capitaine 1985–1992)

## Entraîneur
Batch est l'entraîneur-chef de l'équipe nationale de hockey masculin australien les Kookaburras après sa nomination le mardi 6 décembre 2016. Il était l'entraîneur-chef de l'équipe nationale de hockey masculin de Nouvelle-Zélande. Les Black Sticks entre 2013 et 2016. Avant cela, il était l'entraîneur-chef de l'équipe nationale belge de hockey masculin, les Red Lions de 2010 à 2012. De 2001 à 2008, il a été entraîneur adjoint de l'équipe nationale masculine australienne de hockey, les Kookaburras.

### Qualification
Entraîneur FIH (haute performance) 1999
Entraîneur de hockey niveau 3

### Entraîneur national masculin australien -Kookaburrasdepuis 2017
Batch a commencé son rôle d'entraîneur-chef de l'équipe nationale masculine australienne de hockey, les Kookaburras en janvier 2017.

### Entraîneur national masculin de Nouvelle-Zélande -Black Sticks2012–2016
Ligue mondiale: Argent: 2012-2013
Sultan Azlan Shah Cup Or : 2015

### Entraîneur national masculin belge -Red Lions2010–2012
Historique du tournoi – Red Lions
| Année                                                  | Tour                          | Rang |
| ------------------------------------------------------ | ----------------------------- | ---- |
| Champions Challenge I masculin 2011                    | Champions                     | 1er  |
| Championnat d'Europe masculin de hockey sur gazon 2011 | Demi-finales                  | 4e   |
| Jeux olympiques de Londres de 2012                     | Match pour la cinquième place | 5e   |
| Total                                                  | 1 titre                       | -    |

Jeux Olympiques: 5e 2012
Championnats d'Europe : 4e : 2011
Défi des Champions : Or : 2011
Équipe d'étoiles : 2011
Batch a guidé les Red Lions jusqu'aux Jeux olympiques de Londres en 2012 en se qualifiant aux Championnats d'Europe de 2011. Dans un tournoi où les 4 meilleures équipes classées se sont qualifiées pour Londres, la Belgique a défié son classement mondial pour terminer 4e du tournoi. La Belgique a battu l'Espagne, 5e nation classée au monde, dans son match de la poule A 3-2, ce qui a pratiquement été le décideur leur permettant de terminer deuxième de leur poule et d'organiser une confrontation en demi-finale contre les voisins de la Hollande. La Belgique est descendue aux Pays-Bas 4-2 avant d'affronter l'Angleterre lors des éliminatoires 3v4. La Belgique a perdu le match pour la médaille de bronze dans le but d'or en prolongation contre l'Angleterre 2-1. Battre les médaillés d'argent olympiques de 2008 en Espagne n'a pas surpris l'équipe belge qui s'améliore rapidement alors qu'elle s'efforce de devenir l'une des meilleures nations.

### Entraîneur adjoint national masculin australien -Kookaburras2001–2008
Jeux Olympiques : Or : 2004, Bronze : 2008
Coupe du monde : Argent : 2002, 2006
Trophée des Champions : Or : 2005, 2008, Argent : 2001, 2003, 2007
Jeux du Commonwealth : Or : 2002, 2006

### Autre
Euro Hockey League
KO08: 2010–2011 (KHC Dragons, Belgique)
Les KHC Dragons ont connu un succès remarquable lors de leur première apparition dans l'EHL. Les Dragons ont traversé la ronde 1.1 sans défaite en battant la puissance allemande et les 2x champions de l'EHL UHC Hamburg 4–2 pour terminer 1er de la poule E et les emmener dans le KO16. Le développement d'une réputation dans l'EHL pour avoir battu les grands clubs de hockey européens s'est poursuivi dans le KO16 lorsque les Dragons ont battu les champions allemands 2009–2010 Rot-Weiss Köln 3–2. Les KHC Dragons ont affronté Reading HC lors de leur rencontre KO8 en perdant la bataille dans une séance de tirs au but 2–2 (1–2). Les Dragons sont bel et bien un grand en Europe!
Division d'Honneur Hommes (Belgique)
Champion: 2009–2010, 2010–2011 (KHC Dragons)
Le formidable record des Dragons dans la division Honneur s'est poursuivi tout au long de la saison 2010-11, l'équipe de Brasschaat ne s'éloignant jamais de la première position de l'échelle. Avec 19 victoires, 1 match nul et 2 défaites en 22 matchs, les Dragons sont entrés dans les favoris de la finale pour conserver leur titre. Les Dragons ont remporté leur série de demi-finales contre Watducks avant les éliminatoires de la finale avec Racing. Les dragons ont remporté le premier match des trois matchs éliminatoires 3–2 avant de perdre le deuxième match 2–4. Dans le troisième match, les Dragons ont battu Racing 3–3 (4–3 pénalités) pour remporter des championnats consécutifs.
Ligue nationale de hockey (Australie)
Champions: 1994 (Queensland), 1995 (Townsville), 1998 (Melbourne)